# Succès (concept)

La coche est un symbole de réussite.

Pour les articles homonymes, voir Succès.
Le succès est un état dans lequel un éventail défini d'attentes est rempli. Il peut être considéré comme l'opposé de l'échec.
D'après l'Institut de technologie du Massachusetts (MIT), le processus d'apprentissage dépend entièrement du succès. Selon la revue scientifique PLOS Biology, cela implique de faire une prédiction et de prêter attention au résultat d'un événement. Le succès dans une discipline ou une industrie passe par une normalisation des attentes.

## Mesure
La difficulté de mesurer le succès vient de la difficulté à la fois de formuler les attentes et de vérifier si elles sont satisfaites. 

### Outils
Selon Atul Gawande, la check-list est un outil pour mesurer le succès.

## Facteurs
Parmi les nombreux facteurs de réussite, le magazine Inc. cite l'intelligence.

## Stratégies
Parmi les nombreuses stratégies de réussite, l'université de Princeton et la revue Harvard Business Review énumèrent, : 
- L'organisation minutieuse des conditions expérimentales
- L'orientation focalisée de l'attention
- Une définition claire des spécifications
- Une élimination systémique des facteurs d'échec